# Poluotok Urla-Karaburun-Çeşme
Poluotok Urla-Karaburun-Češme (tur. Urla-Çeşme-Karaburun Yarımadası) poznat i kao poluotok Urla (Urla Yarımadası) ili poluotok İzmir, je veliki poluotok u zapadnoj Turskoj, u pokrajini İzmir.

## Geografija
Poluotok se proteže od İzmira prema zapadu, u Egejsko more, i leži nasuprot grčkog otoka Hija. S površinom od 1710 km2, jedan je od najvećih poluotoka u Turskoj, a njegove luke, veličina i položaj dali su mu stratešku ulogu u prošlosti Turske.
Poluotok je podijeljen na tri dijela: Urla na istoku, Karaburun na sjeveru i Çeşme na jugozapadu. Uzak pojas ravnice na istoku dijeli regiju poluotoka Urla od zapadnog produžetka planine Nif i planina Bozdağlar. Poluotok Karaburun ("crni rt") na sjeveru je ili nazvan po tamno obojenim liticama ili prema staroj turskoj konvenciji za kardinalne smjerove. Çeşme, jedan od najsjevernijih gradova na turskoj rivijeri, je "najvažnije turističko središte u metropolitanskom području İzmira."

## Povijest
Arheološka istraživanja otkrila su tragove ljudskog boravka na poluotoku već u neolitiku. U antici je regija bila poznata kao poluotok Tejanaca i Eritrejaca, prema geografu Strabonu, ili jednostavnije poluotok Eritreja. Planinski lanac koji se proteže od sjevera prema jugu na poluotoku zvao se planina Mimas, a geografski je produžetak planine Tmolus (Bozdağ). U Odiseji Nestor govori Telemahu da su neki od Grka koji su se vraćali iz Troje razmišljali o plovidbi između Hiosa i "olujnog rta Mimas". Tri rta koje je formirala planina Mimas bila su Melaena (današnji Karaburun), Argennum (Çeşme) i Coryceum (Koraka Burnu, na jugu). Aleksandar Veliki je nastojao probiti kanal kroz prevlaku poluotoka u blizini Urle kako bi povezao Hermejski zaljev (Izmirski zaljev) i zaljev Caÿstrian (Zaljev Kuşadası), ali u tome nije uspio.

## Vanjske poveznice
|  | Zajednički poslužitelj ima još gradiva o temi Poluotok Urla-Karaburun-Çeşme |